# Nicolas Brûlart de Sillery

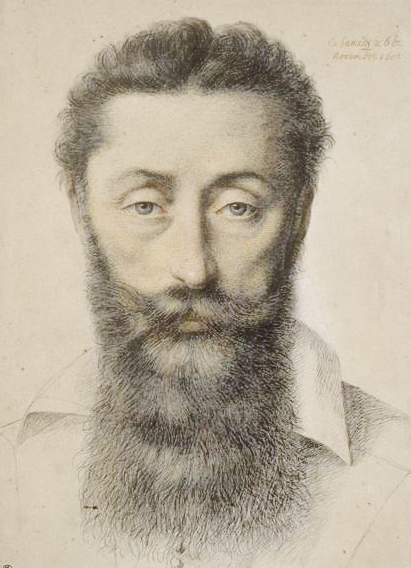
Nicolas Brûlart de Sillery.

Nicolas Brûlart, markis de Sillery,  född 1544, död den 1 oktober 1624, var en fransk statsman. 
de Sillery blev 1573 medlem av Parisparlamentet, användes av Henrik III och Henrik IV i maktpåliggande diplomatiska uppdrag samt utnämndes 1604 till storsigillbevarare och 1607 till kansler. 
Han hörde till dem bland Henrik IV:s rådgivare, som i motsats till Sully ivrade för förbund med Spanien och kamp mot kättarna. Under Ludvig XIII:s minderårighet bibehöll han till en tid sitt inflytande. Några  månader före sin död föll han på Richelieus föranstaltande i onåd.